# Paul Dietze (Fußballspieler)
Paul Dietze (* 1885; † 15. April 1915) war ein deutscher Fußballspieler. 

## Karriere

### Vereine
Dietze bestritt von 1904 bis 1911 als Abwehrspieler für den FC Wacker Leipzig in den vom Verband Mitteldeutscher Ballspiel-Vereine organisierten Meisterschaften im Gau Nordwestsachsen Punktspiele. Mit den Blau-Weißen gewann er am 12. April 1908 durch einen 3:2-Erfolg gegen den Magdeburger FC Viktoria 1896 die Mitteldeutsche Meisterschaft. In den Spielen um die Deutsche Meisterschaft gewann er mit seinem Verein am 3. Mai mit 3:1 beim VfR 1897 Breslau und zog damit in das Halbfinale ein. Am 17. Mai verlor er in Magdeburg mit seiner Mannschaft mit 0:4 gegen den BTuFC Viktoria 89, der auch am 7. Juni 1908 das Finale für sich entscheiden konnten.

Paul Dietze (3. v. l.)
und Mitspieler der Auswahlmannschaft des Verbandes Mitteldeutscher Ballspiel-Vereine,
die 1909 den Kronprinzenpokal gewannen.

### Auswahlmannschaft
Als Spieler der Auswahlmannschaft des Verbandes Mitteldeutscher Ballspiel-Vereine nahm er am erstmals ausgetragenen Wettbewerb um den Kronprinzenpokal teil. Nach dem 2:0-Sieg im Viertelfinale über die Auswahlmannschaft des Westdeutschen Spiel-Verbandes und dem 8:0-Sieg im Halbfinale über die Auswahlmannschaft des Baltischen Rasen- und Wintersport-Verbandes erreichte er das am 18. April 1909 in Mariendorf bei Berlin angesetzte Finale, das er mit seiner Mannschaft mit 3:1 gegen die Auswahlmannschaft des Verbandes Berliner Ballspielvereine gewann. 

## Erfolge
- Mitteldeutscher Meister 1908
- Nordwestsächsischer Meister 1908
- Kronprinzenpokal-Sieger 1909